# Cissus wellmanii
Cissus wellmanii är en vinväxtart som beskrevs av Gilg & Brandt. Cissus wellmanii ingår i släktet Cissus och familjen vinväxter. Inga underarter finns listade i Catalogue of Life.